# Leisure Suit Larry
Leisure Suit Larry är en serie äventyrsspel med vuxenhumor som började ges ut 1987, först till PC/DOS och Apple II. De första sex delarna skapades av Al Lowe och gavs ut av Sierra On-Line. Varumärket har sedan köpts av andra utgivare.
Det första spelet i serien är en grafisk omarbetning av textspelet Softporn Adventures (1981). Det var ändå fråga om lågupplöst grafik i jämförelse med senare spel.
Huvudperson i de sex första delarna är Larry Laffer, en kort, tunnhårig man, kring 40, som går runt i världen iklädd vit festkostym i 1970-talsstil (en så kallad leisure suit) och försöker hitta kärlek och sex. Varje spel presenterar ett flertal presumtiva älskarinnor som Larry måste charma, men oftast leder missförstånd och problem till att Larry aldrig når sängkammaren. Han kan exempelvis säga att han är singel och blev utkastad av sin gamla kärring efter ett gräl, utan att nämna att det var hans mor. På ett omslag beskrivs han som en idiot och en blind dates mardröm. Den sexorienterade humorn och spelens vurm för "förloraren" Larry har skapat en hängiven fanskara.
Spelet har fått många uppföljare med bättre grafik och stöd för modernare enheter som Iphone och Ipad.
Efter Leisure Suit Larry 3 lovade Lowe att aldrig någonsin göra ett Leisure Suit Larry 4. När ett nytt Larry-spel ändå började utvecklas fick det istället namnet Leisure Suit Larry 5. Del fyra refereras ibland till med undertiteln The Missing Floppies (’De saknade disketterna’).

## Historia
Serien hade sitt ursprung i Sierras tidigare Softporn Adventure, ett textäventyr från 1981, skapat av designern Chuck Benton. Historien och grundstrukturen från det spelet återanvändes för Leisure Suit Larry in the Land of the Lounge Lizards. "Larry"-spelen var en av Sierras mest populära spelserier under genrens storhetstid, när den släpptes först i mitten av 1980-talet. Serien innehåller de enda spelen som producerats av Sierra som innehåller betydande sexuella teman.
I allmänhet följer spelen Larry Laffers eskapader när han försöker övertala en mängd kvinnor att ligga med honom. En vanlig länk mellan spelen är Larrys utforskningar av lyxiga och kosmopolitiska hotell, fartyg, stränder, rekreationsorter och kasinon. Larry Laffer spelades av Jan Rabson.
Efter det första spelet fick serien – trots att den blev känd för sitt oanständiga innehåll – ett rykte om att inte innehålla så mycket sexuellt material som förväntat. Detta gällde särskilt mellanspelen i serien, som släpptes samtidigt som mer explicita spel, som Cobra Mission. På sin höjd gömdes oftast de mer häftiga ögonblicken som Påskägg. Saker och ting blev livligare igen mot slutet av serien, särskilt i den sista delen, Love for Sail!.
I Leisure Suit Larry: Magna Cum Laude, en spinoff-version av serien, fanns det en annan huvudperson och en annan spelstil. Den utvecklades av High Voltage Software och släpptes av Sierra 2004. 2007 tillkännagav Vivendi Universal Games en mobilremake av Love for Sail! 2008 meddelade Sierra Entertainment planer på att släppa Leisure Suit Larry: Box Office Bust. Larry Lovage, huvudpersonen i Magna Cum Laude och Box Office Bust, spelades av Tim Dadabo. Box Office Bust kritiserades av recensenter, inklusive Al Lowe själv, som tackade VU Games för att han hölls borta från att utveckla spelet.
I juni 2011 meddelade Replay Games på sin blogg att de hade förvärvat en licens för Leisure Suit Larry-serien. Replay Games planerade att återigen släppa titlarna som det licensierade. Det tillkännagavs också att seriens skapare, Al Lowe, skulle vara involverad i utvecklingen av de nya utgåvorna. I april 2012 initierade Replay Games ett Kickstarter-projekt som avslutades med finansiering den 2 maj 2012 och säkrade totalt $674 598, för vilket utvecklarna lovade att lägga till mer handling, ytterligare dialog och ytterligare en figur.
"HD"-spelet, med titeln Leisure Suit Larry: Reloaded skulle ursprungligen släppas i slutet av 2012, men det försenades till mitten av 2013. I april 2013 sade Lowe att tidig utveckling hade påbörjats på en nyinspelning av Larry 2.. Josh Mandel bekräftade senare spelets tidiga utveckling i en Kickstarter-uppdatering.

## Spel i serien
Utgivna av Sierra On-Line:
- Leisure Suit Larry in the Land of the Lounge Lizards (1987; ny version 1991)
- Leisure Suit Larry Goes Looking for Love (in Several Wrong Places) eller Leisure Suit Larry 2 (1988)
- Leisure Suit Larry 3: Passionate Patti in Pursuit of the Pulsating Pectorals (1989)
- Leisure Suit Larry 5: Passionate Patti Does a Little Undercover Work (1991)
- Leisure Suit Larry 6: Shape Up or Slip Out! (1993 - CD-version 1994)
- Leisure Suit Larry 7: Love for Sail! (1996)

Utgivet av Vivendi Universal Games:
- Leisure Suit Larry: Magna Cum Laude (2004)

Utgivet av Codemasters
- Leisure Suit Larry: Box Office Bust (2009)

Utgivet av Replay Games:
- Leisure Suit Larry: Reloaded (2013)

Utgivna av Assemble Entertainment:
- Leisure Suit Larry: Wet Dreams Don't Dry (2018)
- Leisure Suit Larry: Wet Dreams Dry Twice (2020)

Samlingar:
- Larry 3-Pack (1991) – innehåller de tre första spelen
- Leisure Suit Larry's Greatest Hits & Misses (1994) – innehåller de första fem spelen, Softporn Adventures, skämtprogrammet Laffer Utilities, samt en bok med titeln My Scrapbook.
- Leisure Suit Larry: Collection Series (1997) – samma innehåll som Greatest Hits & Misses, plus SVGA-versionen av Larry 6, flipperspelet Larry's Big Score: Pinball, samt boken The Official Book of LSL (Perfectbound Edition).
- Leisure Suit Larry: The Ultimate Pleasure Pack (1999) – samma innehåll som Collection Series, plus Larry's Casino and Larry 7.
- Leisure Suit Larry Collection (2006) – innehåller de första sex spelen, men endast diskettversionerna, och DOS-spelen körs via emulering i DOSBox
- Leisure Suit Larry: Greatest Hits and Misses! (2013) – innehåller de fem första spelen